# Gösta Lilliehöök (järnvägsman)
Gustaf (Gösta)  Arvid Lilliehöök, född 18 mars 1829 i Göteborg, död 27 februari 1922 i Uppsala, var en svensk militär.

## Biografi
Lilliehöök blev furir vid Värmlands regemente den 20 april 1845, student vid Uppsala universitet den 8 juni 1847, avsked från furirtjänsten den 22 september 1847, furir vid Värmlands fältjägarregemente den 4 juli 1848. Han tog underofficersexamen den 24 februari 1849, blev underlöjtnant den 20 mars 1849 och löjtnant den 19 september 1854 vid Värmlands fältjägarregemente. Lilliehöök var biträdande ingenjör vid Gävle-Dala järnvägs byggnad 1855–1861, blev kapten den 15 september 1868, var ledamot av Gävleborgs läns hushållningssällskap förvaltningsutskott 1870–1905 och erhöll sällskapets guldmedalj 1898 samt blev dess hedersledamot 1906.
Lilliehöök erhöll majors grad den 19 maj 1871, blev riddare av Vasaorden den 30 augusti 1871 och riddare av Svärdsorden den 27 maj 1872. Han tog avsked från militären den 10 april 1874.
Han var ledamot av direktionen för livränte- och kapitalförsäkringsansalten i Gävleborgs län 1878, ledamot av direktionen för Gävle-Dala hypoteksförening 1882 och dess vice ordförande, blev kommendör av andra klassen av Vasaorden den 1 december 1900. Lilliehöök var disponent för Hofors bruk och ordförande i styrelserna för Krylbo–Norbergs Järnväg och Kärrgruvan–Klackbergs Järnväg.
Han var grundare av och ordförande i Lilliehökska Släktföreningen 1911.
Gösta Lilliehöök var son till major Fredrik Gustaf Lilliehöök och friherrinnan Augusta Fredrika Charlotta von Nolcken. Han gifte sig med Gunilla Wærn, född 30 oktober 1840 på Andersfors bruk i Bergsjö socken (Gävleborg), död 2 februari 1922. Hon var dotter till bruksägaren filosofie doktor Leonard Magnus Waern och Margareta Gahn. Makarna Lilliehöök är begravna på Uppsala gamla kyrkogård.